# Stand (compétition automobile)
Pour les articles homonymes, voir Stand (homonymie).

Tracé du circuit Hermanos Rodríguez pour l'ePrix de Mexico : les stands, sous la ligne de départ-arrivée, sont désignés par la mention PIT LANE.

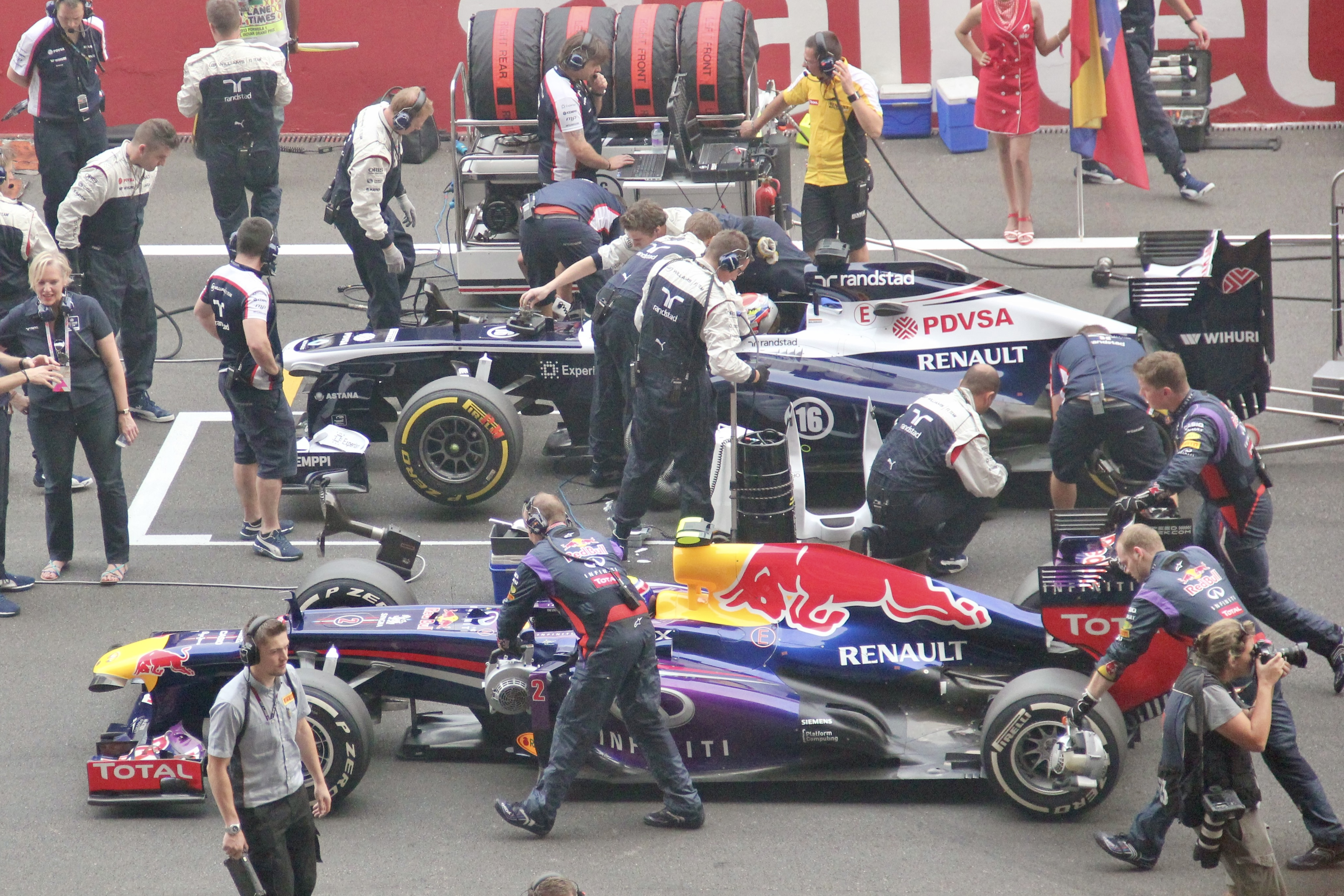
Voiture de l'écurie de F1 Red Bull Racing poussée par des mécaniciens sur les stands lors du Grand Prix automobile d'Inde de 2013.

En sports mécaniques, les stands sont la partie d'un circuit ou du tracé d'une course comme un rallye automobile où a lieu l'entretien des véhicules concurrents pendant l'épreuve et où s'appliquent certaines pénalités. Durant les courses d'endurance comme les 24 Heures du Mans c'est également aux stands qu'ont lieu les relais, c'est-à-dire les changements de pilote sur un même véhicule.
Le stand au singulier désigne quant à lui la portion des stands allouée spécifiquement à une équipe ou écurie pour y déployer son personnel technique et son matériel.
Le fait, pour un pilote, de s'arrêter au stand de son équipe est couramment désigné par les termes anglais pit stop ou français arrêt au stand et plus rarement par arrêt ravitaillement, au sens général du terme.

## Origine du nom
Le nom provient du fait que chaque équipe ou écurie qui concourt y déploie un « stand » permettant d'abriter ses mécaniciens et son matériel, et aisément reconnaissable par le ou les pilotes.

## Utilité technique

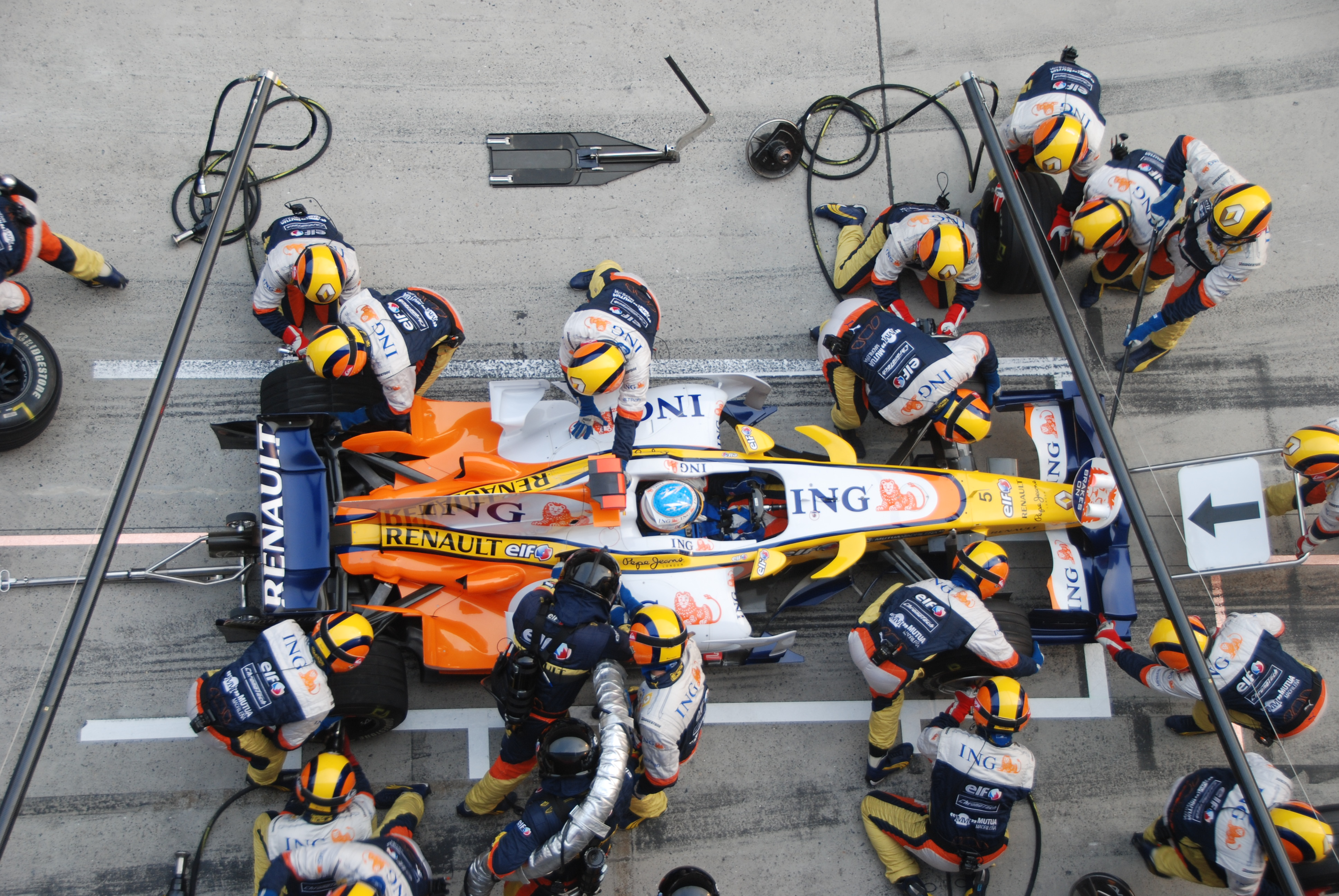
La Renault R28 de Fernando Alonso lors d'un pit stop au Grand Prix de Chine 2008.

Parmi les opérations d'entretien les plus courantes effectuées au stand, on peut citer les changements de pneumatiques, l'entretien mécanique en général, le ravitaillement en carburant et le changement de pilote pour les courses les plus longues.
En Formule 1 et dans la plupart des courses automobiles en dehors de certains rallyes, il est interdit d'intervenir sur un véhicule engagé dans la course en dehors des stands.

## Pénalités entraînant un passage ou un arrêt aux stands
Les pénalités entraînant un passage ou un arrêt au(x) stand(s) sont respectivement le drive-through (appelé ride-through en compétition moto) et le stop-and-go.

## Accidents et mesures de sécurité
Il n'est pas rare que des arrêts au stand entraînent des accidents, comme par exemple une collision entre un véhicule et un mécanicien. Ainsi, André Lotterer a percuté un de ses mécaniciens lors de l'ePrix de Mexico (Formule E) en 2018, amenant des questions sur le bien-fondé de la suppression d'un temps minimum d'arrêt au stand, deux courses plus tôt. À l'issue de la même course, Daniel Abt estime que les arrêts au stand sont devenus « incroyablement stressants ».
Depuis 1994, pour des raisons de sécurité, la vitesse de circulation sur les stands est limitée à 80 km/h par la FIA durant les Grands Prix de Formule 1, et elle peut être réduite à 60 km/h selon le circuit.

## Arrêts aux stands notables
Au Grand Prix automobile de Chine de 2011, le champion du monde Jenson Button s'est trompé de stand. Il s'est d'abord introduit sur le stand de l'écurie Red Bull Racing, avant de se rendre compte de son erreur et de rejoindre le stand McLaren, son écurie.
Un arrêt notable en Formule 1 est celui de Valtteri Bottas lors du Grand Prix de Monaco 2021 lorsque ses mécaniciens ne parviennent pas à desserrer l'écrou de sa roue avant droite, y compris en changeant de pistolet, ce qui le contraint à l'abandon. La roue a finalement pu être enlevée à l’usine Mercedes le mardi suivant.